# Raven Barber
Raven Louis Barber (Edgewood, Maryland, 2 de octubre de 1991) es un jugador de baloncesto estadounidense que actualmente pertenece a la plantilla de União Corinthians del Novo Basquete Brasil. Con 2,06 metros de altura puede jugar tanto en la posición de Ala-Pívot como en la de pívot.

## Escuela secundaria
Se formó en el Paul VI Catholic High School, situado en Fairfax, Virginia. Promedió 8,4 puntos y recibió una mención honorable All-Met por The Washington Post.

## Universidad
Tras graduarse en 2009, asistió a la Universidad de Mount St. Mary's, situada en Emmitsburg, Maryland, donde cumplió su periplo universitario de cuatro años (2009-2013).

### Mount St. Mary's

#### Freshman
En su primera temporada, su año freshman (2009-2010), jugó 22 partidos (21 como titular) con los Mountaineers con un promedio de 5 puntos (53,1 % en tiros de 2) y 2,8 rebotes en 16,1 min.
Se perdió los 9 primer partidos de la temporada por las normas de la NCAA. Su primer partido como titular fue contra los Boston University Terriers, el 22 de diciembre de 2009. Anotó 15 puntos (máxima de la temporada, 6-7 en tiros de campo) en la victoria contra los Sacred Heart Pioneers, el 28 de enero de 2010. Metió 12 puntos y cogió 7 rebotes (máxima de la temporada) en la victoria contra los Wagner Seahawks, el 6 de febrero de 2010.

#### Sophomore
En su segunda temporada, su año sophomore (2010-2011), jugó 30 partidos (27 como titular) con los Mountaineers con un promedio de 7,3 puntos (63,2 % en tiros de 2 y 60,3 % en tiros libres) y 2,8 rebotes en 19,9 min. Tuvo el mejor % de tiros de 2 del equipo.
Hizo su primer doble-doble de su carrera universitaria (16 puntos y 10 rebotes) en la victoria por 70-61 contra los Florida A&M Rattlers, el 27 de noviembre de 2010. Anotó 20 puntos (máxima de su carrera universitaria, 9-10 en tiros de campo) contra los Albany Great Danes, el 18 de diciembre de 2010. Metió 8 puntos y puso 5 tapones (máxima de la temporada) contra los Saint Francis Red Flash, el 26 de febrero de 2011.
Finalizó la temporada en la Northeast Conference con el mejor % de tiros de 2.

#### Junior
En su tercera temporada, su año junior (2011-2012), jugó 27 partidos (9 como titular) con los Mountaineers con un promedio de 9,2 puntos (57,5 % en tiros de 2 y 62,6 % en tiros libres) y 4,5 rebotes en 24,1 min. Tuvo el mejor % de tiros de 2 y fue el 3º del equipo en tapones (13).
Anotó 16 puntos (máxima de la temporada) contra los Wagner Seahawks, el 11 de febrero de 2012.
Finalizó la temporada en la Northeast Conference con el 6º mejor % de tiros de 2 y fue el 18º en tiros de 2 anotados (96).

#### Senior
En su cuarta y última temporada, su año senior (2012-2013), jugó 32 partidos (13 como titular) con los Mountaineers con un promedio de 5 puntos (57,9 % en tiros de 2 y 65,5 % en tiros libres) y 2,9 rebotes en 16,1 min. Tuvo el mejor % de tiros de 2 y fue el 3º del equipo en tapones (13).
Anotó 6 puntos y cogió 7 rebotes (máxima de la temporada) en la derrota en casa contra los Wagner Seahawks. Metió 14 puntos (máxima de la temporada, 8-8 en tiros libres) en la victoria en los cuartos de final de la Northeast Conference contra los Bryant Bulldogs.
Finalizó la temporada en la Northeast Conference como el 11º en partidos jugados.

#### Promedios
Disputó un total de 111 partidos (70 como titular) con los Mount St. Mary's Mountaineers entre las cuatro temporadas, promediando 6,6 puntos (58,5 % en tiros de 2 y 60,1 % en tiros libres) y 3,2 rebotes en 19,1 min de media.
Tiene el 2º mejor % de tiros de 2 de la historia de la universidad y el 9º mejor % de tiros de 2 de la historia de la Northeast Conference.

## Trayectoria profesional

### Halifax Rainmen
No fue seleccionado en el Draft de la NBA de 2013, pero sí seleccionado en el Draft de la Liga Nacional de Baloncesto de Canadá (1 rd, puesto nº 3) por los Halifax Rainmen, siendo la temporada 2013-2014 su primera experiencia como profesional.
Disputó 49 partidos de liga con el conjunto de Halifax, promediando 10,9 puntos (51,9 % en tiros de 2 y 64,7 % en tiros libres) y 4,4 rebotes en 24,3 min de media.
A final de temporada fue nombrado rookie del año de la NBL y elegido en el mejor quinteto de rookies de la NBL, ambas cosas por Eurobasket.com.

### SLUNETA Ústí nad Labem
Firmó para la temporada 2014-2015 por el SLUNETA Ústí nad Labem checo.
Disputó 26 partidos de liga con el cuadro de Ústí nad Labem, promediando 8,6 puntos (56,6 % en tiros de 2 y 61,4 % en tiros libres) y 4 rebotes en 20,1 min de media.

### ADO Basquetebol SAD Ovarense
Fichó por el ADO Basquetebol SAD Ovarense portugués para la temporada 2015-2016.
Disputó 37 partidos de liga con el conjunto de Ovar, promediando 14,2 puntos (58,6 % en tiros de 2 y 75,4 % en tiros libres) y 5,7 rebotes en 30,8 min de media.
Fue seleccionado para disputar el All-Star Game de la Liga Portuguesa de Basquetebol y a final de temporada elegido en el segundo mejor quinteto de la Liga Portuguesa de Basquetebol por Eurobasket.com.

### Sport Lisboa e Benfica
Sin moverse de Portugal, firmó para la temporada 2016-2017 por el Sport Lisboa e Benfica (baloncesto). Disputó un total de 56 partidos, registrando promedios de 12.8 puntos y 5.8 rebotes, alcanzando un 64% de acierto en tiros de campo. Renovó con el club lisboeta en la temporada 2017-18, en la que alcanza medias de 10.4 puntos y 4.7 rebotes.

### Iberojet Palma
En la temporada 2018-2019 firma con el Iberojet Palma de LEB Oro. Contribuyó a que su equipo alcanzara la Final a 4 de ascenso a Liga ACB, disputando 41 encuentros en los que promedió 9.3 puntos y 3.8 rebotes.

### Obras Sanitarias
En la temporada 2019-2020 se incorpora al Obras Sanitarias, de la liga argentina. Disputa 26 partidos con promedios de 13.5 puntos y 6.8 rebotes antes de la cancelación prematura de la temporada debido a la pandemia de COVID-19.

### Malvín Montevideo
En septiembre de 2020 ficha con el Malvín Montevideo, club de la liga uruguaya, para disputar la reanudación de la temporada 2019/20. Una lesión le impidió realizar la preparación, aunque finalmente disputó cuatro encuentros en los que registró apenas 4.2 puntos y 4 rebotes.

### Cáceres Patrimonio de la Humanidad
A finales de enero de 2021 se anuncia su fichaje por el Cáceres Patrimonio de la Humanidad en sustitución de Sandi Marcius, regresando así a la Liga LEB Oro española para disputar 13 partidos y completar la temporada 2020/21 promediando 13.9 puntos y 4.5 rebotes.

### Hapoel Midgal Haemek
En agosto de 2021, firma por el Hapoel Midgal Haemek de la Liga Leumit.

### UD Oliveirense
En marzo de 2022 se incorpora al UD Oliveirense Caracola de la Liga Portuguesa de Basquetebol, donde participa en 16 encuentros promediando 7.7 puntos y 4.3 rebotes. 

### Boca Juniors
En julio de ese año se anunció su traspaso al Club Atlético Boca Juniors de Argentina, con el que logró el subcampeonato de la Liga Nacional de Básquet 2022-23. En agosto de 2023 volvió a fichar por el club de la ribera, con el que disputó la liga local y la Liga de Campeones de Baloncesto de las Américas 2023-24. El 20 de julio de 2024 se corona campeón de la Liga Nacional de Básquet 2023-24